# Lasianthus filipes
Lasianthus filipes är en måreväxtart som beskrevs av Woon Young Chun och Hsien Shui Lo. Lasianthus filipes ingår i släktet Lasianthus och familjen måreväxter. Inga underarter finns listade i Catalogue of Life.